# Baldichieri d’Asti
Baldichieri d’Asti (piemontiul: Baudiché) település és község Olaszországban, Piemont régióban, Asti megyében. Lakosainak száma 1113 fő (2023. január 1.). Baldichieri d’Asti Castellero, Monale, Villafranca d’Asti, Asti és Tigliole községekkel határos.

## Népesség
A település népességének változása:
| Lakosok száma | 1098 | 1133 | 1113 |
|               | 2017 | 2018 | 2023 |